# أكي هيلمان
أكي هيلمان (بالفنلندية: Åke Hellman) هو رسام فنلندي، ولد في 19 يوليو 1915 في هلسنكي في فنلندا، وتوفي في 18 ديسمبر 2017 في بورفو في فنلندا.